# XXVI Korpus Armijny (III Rzesza)
XXVI Korpus Armijny – korpus piechoty Wehrmachtu, zwany też Korpusem Wodrig, uczestniczył w agresji na Polskę i Francję oraz ataku na Związek Radziecki.
Jednostka została sformowana 22 sierpnia 1939 roku w Prusach Wschodnich. Uczestniczyła w 1939 roku w agresji na Polskę a 1940 roku w inwazji na Francję. W czasie walk we Francji XXVI KA wchodził w skład 18 Armii. W 1941 roku XXXVI KA uczestniczył w ataku na Związek Radziecki, prowadząc walki z Armią Czerwoną na terytorium ZSRR do 1944 roku. W czasie ataku na ZSRR XXVI KA składał się z 61 DP i 217 DP i dowodził nim gen. Albert Wodrig. Szlak bojowy XXVI KA zakończył w Prusach Wschodnich, a jego niedobitki oddały się do niewoli Armii Czerwonej.

## Dowódcy
- gen. Albert Wodrig (22.08.1939–1.10.1942)
- gen. Ernst von Leyser (1.10.1942 - 1.07.1943)
- gen. Gustav Fehn (1.07.1943 - 19.08.1943)
- gen. Ernst von Leyser (19.08.1943 - 31.10.1943)
- gen. Carl Hilpert (31.10.1943 - 1.01.1944)
- gen. Martin Grase (1.01.1944 - 15.02.1944)
- gen. Anton Graßer (15.02.1944 - 11.05.1944)
- gen. Wilhelm Berlin (11.05.1944 - 15.06.1944)
- gen. Anton Graßer (15.06.1944 - 6.07.1944)
- gen. Gerhard Matzky (6.07.1944 - do kapitulacji)[5]

## Struktura organizacyjna
Skład w 1939 roku:
- 1 Dywizja Piechoty
- 12 Dywizja Piechoty
- 1 Brygada Kawalerii[6]

Skład w 1940 roku:
- 207 Dywizja Piechoty (część)
- 254 Dywizja Piechoty
- 256 Dywizja Piechoty oraz SS-Verfugungstruppe

Skład w lipcu 1943 roku:
- 1 Dywizja Piechoty
- 11 Dywizja Piechoty
- 23 Dywizja Piechoty
- 69 Dywizja Piechoty
- 212 Dywizja Piechoty
- 290 Dywizja Piechoty
- 5 Dywizja Strzelców Górskich

Skład w czerwcu 1944 roku:
- 170 Dywizja Piechoty
- 225 Dywizja Piechoty
- 227 Dywizja Piechoty